# Racek kanadský
Racek kanadský (Larus glaucoides thayeri) je starší české jméno středně velkého severoamerického racka ze skupiny „velkých bělohlavých racků“. Dříve byl považován za poddruh racka bělokřídlého (Larus glaucoides), moderní taxonomie jej považuje za poddruh racka polárního (Larus glaucoides).

## Popis
Dospělí ptáci se podobají racku stříbřitému, černé zbarvení špiček křídel je však redukované; mají bílou hlavu, tělo a ocas, šedý hřbet, šedá křídla s černou a bílou kresbou na špičce. Nohy jsou růžové, zobák je žlutý s červenou skvrnou u špičky. V zimě jsou hlava a krk šedavé. Mladí ptáci jsou celkově šedohnědě zbarvení.

## Výskyt
Hnízdí v arktické Kanadě. Tažný poddruh, přeletuje napříč kontinentem, zimuje na tichooceánském pobřeží Severní Ameriky od Aljašky po Kalifornii. Mnohem vzácněji, i když pravidelně, zimují na východním pobřeží (na jih po New Jersey) a v Japonsku. Zatoulaní ptáci byli zaznamenáni v jihovýchodních Spojených státech, Mexiku, Koreji a také v Evropě (Irsko, Norsko, Dánsko).